# جراحة الفتق الإربي
جراحة الفتق الإربي هي عملية جراحية لتصحيح الفتق الأربي. لا ينصح عموما بالجراحة في معظم الحالات إذا كان لا ينتج عن الفتق أي أعراض. الانتظار والمتابعة هما الخيار الموصى به. على وجه الخصوص، لا يوصى بعملية جراحية اختيارية لعلاج الفتق إذا كانت الأعراض قليلة وغير مؤثرة بسبب وجود خطر كبير (> 10٪) لحدوث ألم مزمن (متلازمة ألم ما بعد إصلاح الفتق). ومع ذلك، وبالنظر إلى أن الجراحة الاختيارية للفتق الإربي توفر الكثير من المال وأن الأعراض سوف تتفاقم وسنحتاج للجراحة في النهاية، فإن الجراحة من المحتمل أن تكون أفضل من الانتظار والمتابعة.
كنصيحة عامة في الجراحة، فإن اختيار الجراح والمستشفى أهم بكثير من الطريقة التي ستتم بها الجراحة
على وجه الخصوص، فإن الجراحة أفضل في الفتق الإربي. وفيما يتعلق بتقنية الجراحة للفتق الإربي، فإن المنظار أفضل من الجراحة المفتوحة.

## تاريخ جراحة الفتق الإربي عند الأطفال
تعود أول التوصيات بإصلاح الفتوق جراحياً إلى الطبيب الروماني سيلساس الذي أوصى عام 25 ميلادي باستئصال كيس الفتق والخصيتين عبر شق صفني، وقد أوصى الجراح باري بعلاج الفتوق في فترة الطفولة، لكن أول وصف دقيق لعلاج الفتوق قدمه الجراح الإنكليزي بوت عام 1756. أجرى الجراح الإيطالي كازيرني ربطاً عالياً لكيس الفتق عبر الفوهة الإربية الظاهرة عام 1877، في حين أوصى الجراح الإنكليزي فيرغسون بالانتباه لعدم أذية الحبل المنوي أثناء إصلاح الفتق الإربي عام 1899، وقد أثبت الجراح الأمريكي ترنر عام 1912 أن الربط العالي لكيس الفتق هو الإجراء الوحيد اللازم عند معظم الأطفال. كان هيرزفيلد أول من أوصى بإجراء عملية إصلاح الفتق الإربي عند الأطفال على قاعدة المرضى الخارجيين عام 1938 (أي بقبول مؤقت في المشفى)، أما الإصلاح المبكر عند الولدان فقد أوصى به غروس ولاد عام 1941، وكان داكيت وروزينبرغ وبارنيت أول من اقترحوا فكرة الاستقصاء الجانبي للمغبن أثناء الجراحة.
لقد أدى تطور العناية المشددة بالولدان إلى تحسن في معدل نجاة الخدج (تحدث لديهم الفتوق الإربية والاختلاطات الناتجة عنها أكثر من غيرهم)، وزاد الاهتمام بموضوع توقيت إجراء جراحة الفتق الإربي واختيار نوعية التخدير المناسب للأطفال.

## تطور الفتق الإربي عند الأطفال
ترتبط آلية حدوث الفتق الإربي الولادي بظاهرة نزول الخصية إلى الصفن والتي تلحق رسن الخصية عندما ينزل من مكانه داخل البطن خلف البريتوان باتجاه الصفن. تتمثل العوامل التي تؤثر على نزول الخصية بالتأثيرات الهرمونية الأندروجينية خلال الطور البطني من نزول الخصية، والتأثيرات الهرمونية الموضعية خلال الطور الصفني من نزول الخصية. تسحب الخصية عند مرورها عبر الفوهة الإربية الباطنة رتجاً بريتوانياً يتوضع على وجهها الأمامي الأنسي يُسمى بالناتئ الغمدي، أما عند الإناث فإن استمرار الناتئ الغمدي إلى الشفر الكبير يُعرف بقناة نوك. تلتحم طبقات الناتئ الغمدي بشكل طبيعي عند أكثر من 90% من المواليد الذين أتموا كامل فترة الحمل وهو الأمر الذي يُزيل المدخل إلى القناة الإربية من جوف البريتوان. وإذا فشل هذا الالتحام قد يؤدي لتشوهات صفنية إربية مختلفة منها: الاستمرارية التامة للناتئ الغمدي مؤدية لحدوث فتق إربي صفني، أو انمحاء في القسم البعيد من الناتئ فقط وحدوث فتق إربي لا يصل إلى الصفن، أو توسع قناة نوك عند الإناث، أو سلوكية تامة للناتئ الغمدي وحدوث قيلة متصلة.

## التظاهرات السريرية للفتق الإربي عند الأطفال
إن غالبية الفتوق الإربية عند الأطفال والمواليد الجدد هي فتوق غير مباشرة، ويصاب الذكور بالفتوق الإربية أكثر من الإناث بمعدل 9 أضعاف، وتتواجد 60% من الفتوق الإربية غير المباشرة على الجانب الأيمن بسبب تأخر نزول الخصية في هذا الجانب وبالتالي تأخر انمحاء الناتئ الغمدي في الجانب الأيمن، وتحدث 25% من الحالات في الجانب الأيسر و15% في الجانبين معاً.
يكون التشخيص واضحاً عادةً من خلال ملاحظة وجود انتباج في المنطقة الإربية أثناء الجهد أو البكاء، ويمكن ملاحظة ضخامة صفنية وتغير متكرر في حجم الصفن بسبب انتقال السوائل بين كيس الفتق وجوف البريتوان، ويؤكد الفحص السريري هذه الموجودات، ويمكن وضع التشخيص اعتماداً على ملاحظة الأهل أو الطبيب.
يعد الفتق الإربي من الفتوق عالية الخطورة بسبب شيوع اختلاطاته عندما يغص الفتق ويؤدي للاختناق أو الانسداد، وعند المواليد الجدد الذين يتأخر عندهم نزول الخصية مع وجود فتق إربي مرافق فمن الممكن أن تتعرض الخصية لخطر الانفتال أو الضمور بسبب تعرض التروية الدموية للانضغاط بسبب كيس الفتق الذي يحوي عرى معوية ويضغط على أوعية الخصية عند مستوى الفوهة الإربية الباطنة. تكون نسبة حدوث الغصص أكبر عند الأطفال الأصغر سناً وقد تم تسجيل نسبة غصص تصل حتى 31% عند الخدج والمواليد تحت عمر السنة، أما نسبة الغصص عند الأطفال واليافعين فتتراوح بين 12 - 15%.

## استطبابات إصلاح الفتوق الإربية جراحياً عند الأطفال
بسبب المعدل العالي للاختلاطات المرافقة للفتق الإربي لا يوجد مكان للعلاج المحافظ بل يقتصر العلاج على الإصلاح الجراحي إلا في حالات القيلة المائية المنفصلة المعزولة غير المترافقة بفتق لأن التطور الطبيعي لهذه الحالة يتميز بالتراجع التلقائي الذي يحدث غالباً في الشهر السادس إلى الثاني عشر من العمر، وفي القيلات المائية التي لا يتغير حجمها نكتفي بالمراقبة، أما كافة التشوهات الصفنية الإربية الأخرى فلا بد من التداخل الجراحي عليها.
تشاهد حالات غصص الفتق عند الذكور أما عند الإناث فقد تتظاهر الحالة بكتلة في الشفر الكبير بسبب ما يدعى بالفتق الانزلاقي للمبيض وأنبوب فالوب، ويمكن أن تترافق هذه الحالة مع خطر افتال المبيض ضمن كيس الفتق.
تجرى الجراحة عادة بعد فترة وجيزة من وضع التشخيص، تنجح محاولات رد الفتق الغاصص في أكثر من 80% من الحالات، ثم تجرى بعد ذلك جراحة انتقائية غير إسعافية في غضون 24 ساعة من الرد. أما في حالات الفتق الإربي عند الخدج الصغار الذين قُبلوا في المشفى نتيجة أمراض أخرى فإن الجراحة الانتقائية تجرى لهم قبل التخريج من المشفى، أما بالنسبة للولدان الذين تم تشخيص الحالة عندهم عقب تخرجهم من المشفى ويحتاجون لدعم بالأكسجين أو يعانون من نوبات انقطاع النفس أو تباطؤ قلبي فإن الجراحة الانتقائية تؤجل حتى الأسبوع 44 - 60 من العمر الحملي المصحح، وعلى الرغم من أن معظم الولدان والأطفال يمكن تدبير حالاتهم في قسم الإسعاف فإن الولدان الذين يعانون من عسر تصنع قصبي رئوي أو الذين احتاجوا لدعم تهوية عند الولادة فلا بد من مراقبتهم عقب الجراحة لمدة 24 ساعة على الأقل.

## الإصلاح باستخدام شبكة

### الإصلاح المفتوح (ليشتنتاين، باسيني)
الطريقة الأكثر شيوعا في إصلاح الفتق الإربي اليوم هي طريقة ليشتنشتاين، حيث يتم وضع شبكة مسطحة على رأس الخلل.
حيث لا يكون هناك ضغط وتوتر علي العضلة، بعكس طريقة باسيني.إنها تتضمن وضع شبكة لتقوية المنطقة الإربية.وفي الغالب يذهب المرضي إلى منازلهم خلال بضعة أيام، ولا يحتاجون أي أدوية غير المسكنات مثل الباراسيتامول.حيث يتم تشجيع المرضي علي المشي في أقرب وقت بعد الجراحة، وتكون لهم القدرة علي ممارسة حياتهم الطبيعية خلال بضعة أسابيع.المضاعفات تشمل الألم المزمن (حيث يتراوح من 6.9 إلى 11.7% للجراح الخبير ومن 18.1 إالي 39.4% للجراح غير الخبير)، الإحساس بوجود جسم غريب، الصلابة، التهاب الخصيتين، ضمور الخصيتين، عدم القدرة علي القذف، أو ألم عند القذف في حوالي 12%. معدل إعادة الإصابة <2%.

### الجراحة بالمناظير

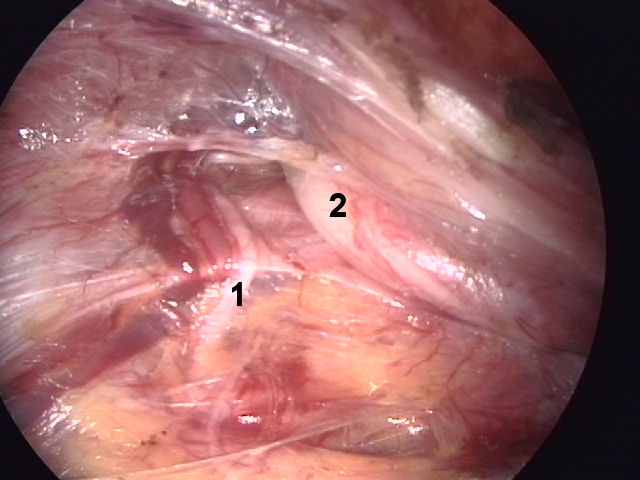

هناك طريقتان رئيسيتان للإصلاح بالمنظار: طريقة من خلال الغشاء البريتوني ( TAPP ) وطريقة من خارج الغشاء البريتوني ( TEP ). عندما يقوم بالمنظار جراح من ذوي الخبرة في إصلاح الفتق، فإن المضاعفات تكون أقل من ليشتنشتاين، وخاصة أقل في حدوث الألم المزمن. ومع ذلك، إذا كان الجراح من ذوي الخبرة في جراحة المناظير العامة ولكن ليس في موضوع محدد من جراحة الفتق بالمنظار، لا ينصح إصلاح الفتق بالمنظار لأنه يسبب مخاطر إعادة الإصابة مرة أخرى أكثر من طريق ليشتنشتاين، وإمكانية حدوث مضاعفات أكثر مثل إمكانية إصابة أحد الأعضاء. في الواقع، فإن نهج تاب يحتاج إلى الذهاب من خلال البطن.
| المميزات                                                                                 | العيوب                                                                                          |
| ---------------------------------------------------------------------------------------- | ----------------------------------------------------------------------------------------------- |
| - سرعة التعافي - ألم أقل خلال الأيام الأولي - مضاعفات أقل - خطر أقل في حدوث الألم المزمن | - تحتاج جراح أكثر خبرة - وقت أطول في الجراحة - زيادة فرصة إعادة الإصابة إذا كان الجراح أقل خبرة |

لا يوجد فرق بين الجراحة العادية والجراحة بالمناظير من حيث التكلفة كما أن لهم نفس معدل التعافي إذا كان الجراح ذو خبرة

### الشبكات

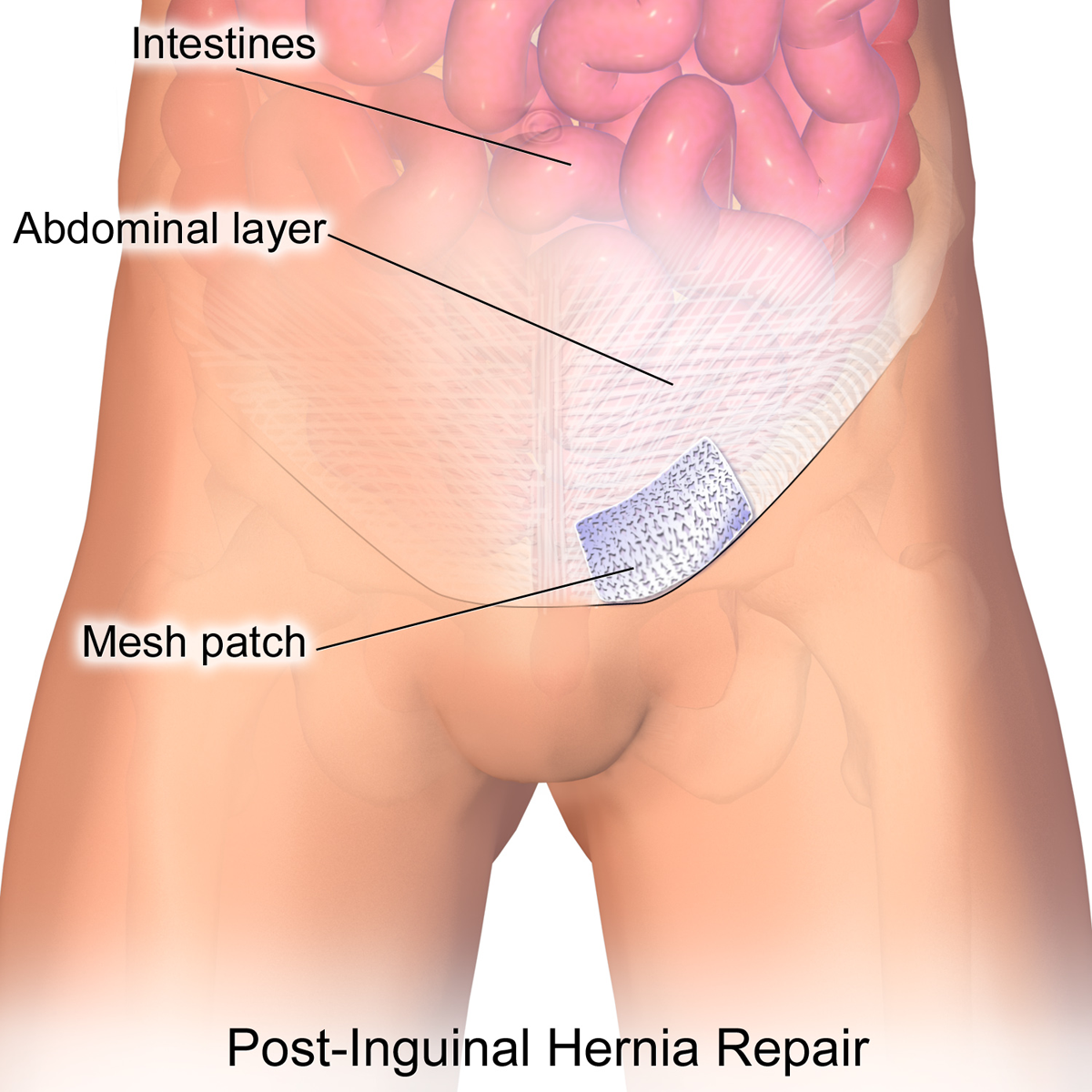
.

#### الشبكة الدائمة

##### الشبكة التجارية

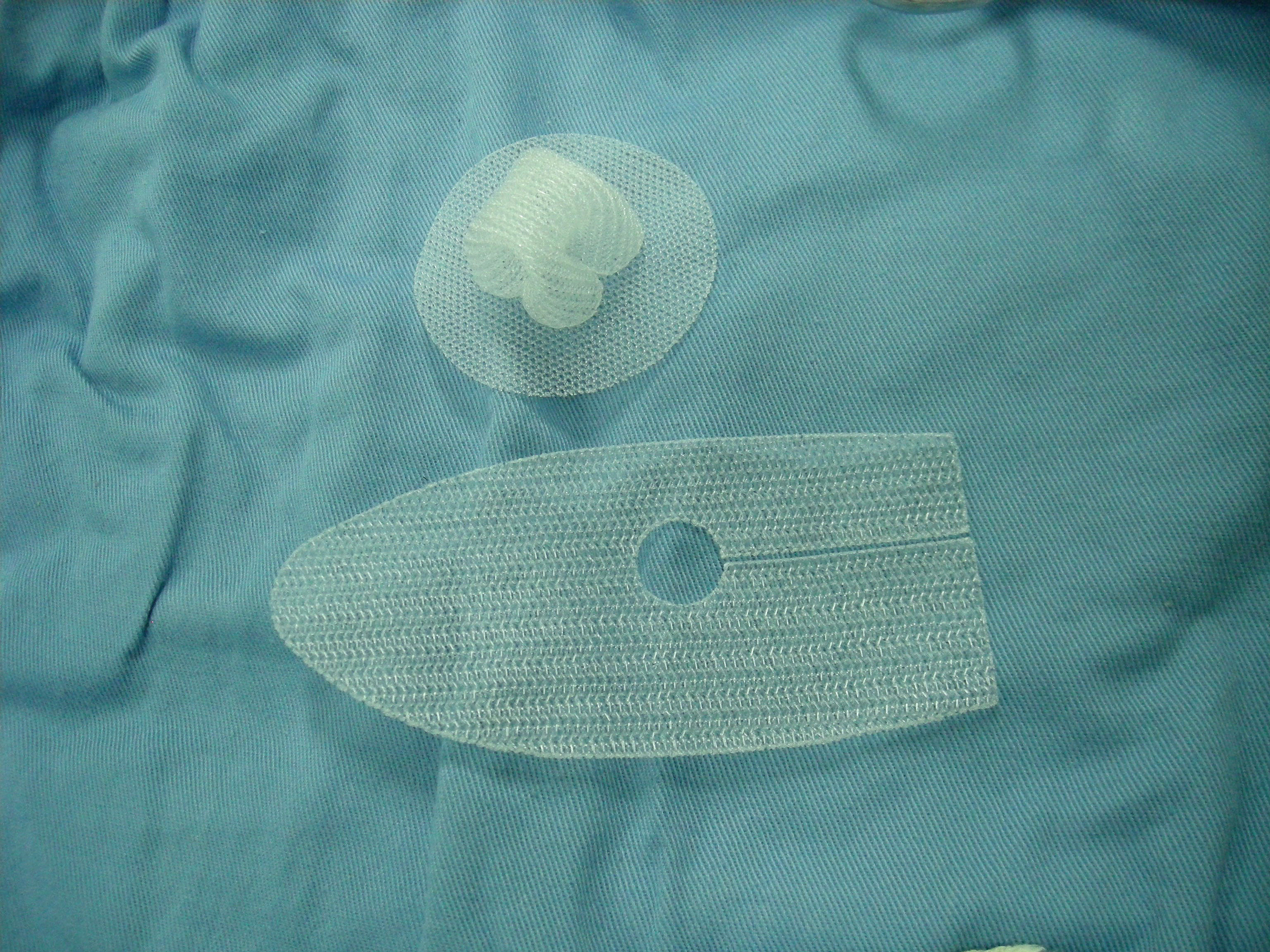
شبكة بوليبرولين تستخدم في إصلاح الفتق

عادة ما تكون الشبكات التجارية مصنوعة من البولي بروبلين أو البوليستر. مارلكس، غور تكس أو تفلون يتم بيع الشباك من قبل بعض الشركات. يبدو أن الشباك خفيفة الوزن تسبب انزعاجا أقل من شبكة الوزن الثقيل.

##### شبكة البعوض
تم استخدام الشباك المصنوعة من قماش ناموسية في كوبوليمر من البولي إيثيلين وبوليبروبيلين للمرضى ذوي الدخل المنخفض في المناطق الريفية الهند وغانا. إنها تعطي نتائج مماثلة للشبكات التجارية من حيث العدوي وعودة الإصابة خلال 5 سنوات.

##### المضاعفات
المضاعفات كثيرة وتتكرر (> 10٪). وهي تشمل، على سبيل المثال لا الحصر: الإحساس بالأجسام الغريبة، الألم البطني (الألم المزمن)،
 العدوي بعض المضاعفات تحدث من أسابيع إلى أعوام بعد إصلاح الفتق متمثلة في الخراج والناسور وانسداد الأمعاء.

#### شبكة قابل للامتصاص
تزداد شعبية الشباك الحيوية منذ أول استخدام لها في عام 1999
 وتم إدخالها لاحقا في السوق في عام 2003. استخدامهم هو مثال الطب التجديدي. وخلافاً للشبكات الاصطناعية غير القابلة للامتصاص، فهذه قابلة للامتصاص. وعلاوة على ذلك، يبدو أنها تزيد الشعور بالراحة ويفترض أنها تقلل من خطر الألم المزمن بعد الجراحة.

## التقطيب (الخياطة)

### باسيني

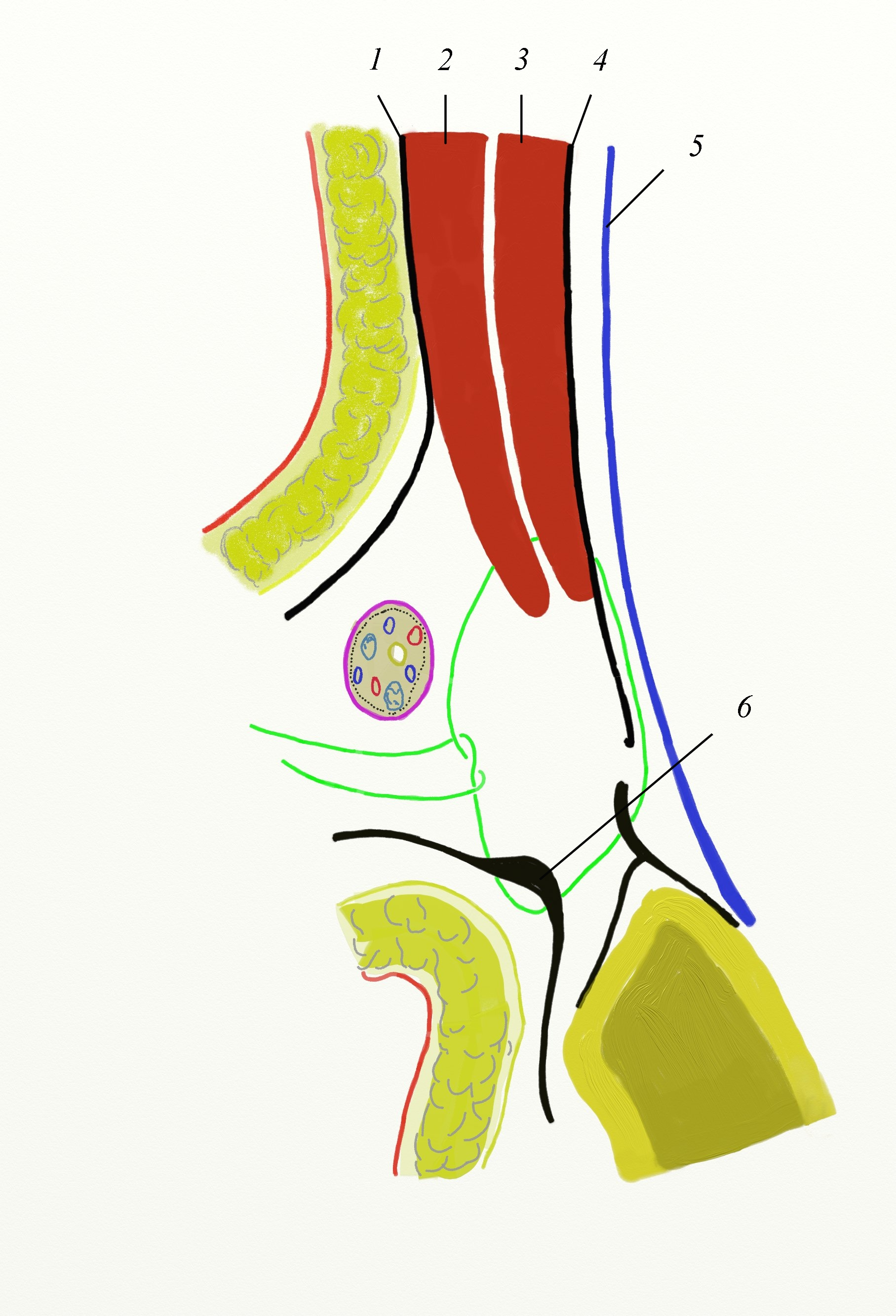
طريقة باسيني

وقد تم أول إصلاح فعال للفتق الإربي في عام 1880 بواسطة إيدواردو باسيني. تقنية باسيني يتم فيها خياطة الحواف معا، دون أي شبكة. اليوم تعتبر تقنية باسيني جزء من التاريخ ولم تعد تستخدم إلا في بعض البلدان النامية حيث لا تتوافر التقنيات الأخرى.

### شولدايس
تقنية شولدايس هي الطريقة السائدة اليوم في إصلاح الفتق. فعلى الرغم من أنه من الصعب نسبياً إعادة بناء الطبقات الأربع من اللفافة المستعرضة، إلا أن لها معدلات منخفضة من عودة الفتق مرة أخرى إذا تمت بواسطة جراح من ذوي الخبرة في هذا الأسلوب.

الميزة الرئيسية لهذه التقنية هي أن معدلات حدوث الألم المزمن فيها منخفضة (10%)، مقارنة بطريقة ليشتشتاين (20%).